# 早川喜四郎
早川 喜四郎（はやかわ きしろう、1865年3月27日（慶応元年3月1日） - 1943年4月23日）は、日本の教育者、聖職者。平安女学院院長、日本聖公会の聖職者。聖公会の教会で奉仕しながら、院長として新校舎を建設するなど、平安女学院の発展に寄与した。

## 人物・経歴
伊予国今治（現・愛媛県今治市）出身。戸塚多宮の子として生まれ、幼少期に早川家の養子となった。立教大学校（現・立教大学）卒業後、東京三一神学校（現・聖公会神学院）を経て、米国留学してバークレイ神学校に学ぶ。
1892年（明治25年）に立教大学校、東京三一神学校（現・聖公会神学院）の同窓生である宮崎敬介（後の大阪電灯社長）が、米国に留学した際に、同じく同窓の大塚惟明（後の南海電気鉄道社長）とともに、同行した。
帰国後、青森、和歌山での牧師を経て、1900年（明治33年）に大阪聖ヨハネ教会の第1代牧師の皆川晃雄に次ぎ、同教会の第2代牧師となった。
大阪聖ヨハネ教会は、1888年（明治21年）5月23日に大阪の婦人学習会『Osaka Ladies' Institute』の教師に就くため来日した米国聖公会の女性教師のリーラ・ブール（レイラ・ブル、Miss Leila Bull）が、婦人学習会の有志信徒20名余とともに、早速同年5月27日に教会組織の結成を協議決定して礼拝を捧げたことに始まる。教会の基礎となった婦人学習会『Osaka Ladies' Institute』は大阪・道修町1丁目に設立されたが、同学習会に優れた婦人教師をリクルートする目的で、1888年（明治21年）春に帰米したジョン・マキムに採用されたのが当時42歳の篤い志を持ったリーラ・ブールだった。教会の管理はテオドシウス・ティングや大塚惟明の牧会に次いで、皆川晃雄が1891年（明治24年）9月に第1代牧師に着任していた。また、同時期の東京では1889年（明治22年）4月20日に静修女学校（Young Ladies' Institute）が創設されている。
大阪聖ヨハネ教会は早川が第2代牧師に着任していた時代、大阪東区伏見町、安土町、石町、釣鐘町と場所を転々としたが、1902年（明治35年）に南新町2丁目（現在の中大江公園南側）に仮聖堂が完成し、1914年（大正3年）に赤レンガの本聖堂竣工した。ブールは、婦人学習会、関西高女、平安女学院の教師として、また大阪聖ヨハネ教会婦人会会長、婦人補助会（現在の教区婦人会）の創設と発展に貢献し、婦人会が経営する貧院（後の救児院、現・聖ヨハネ学園）の中心的指導者として奉仕しながら教会を支えた。
1915年（大正4年）、早川は平安女学院の前院長の急逝に伴い、同院長に就任した。早川は米国聖公会の援助のもとに新校舎を建設するなど、同校の発展に寄与した。学校誌『望みの松』を通して、自らの教育方針を発信した。
1923年（大正12年）10月25日に、聖公会京都聖三一教会から平安女学院関係者が分離し、聖アグネス教会の設立を決定し、同年12月2日に烏丸通下立売角に教会を設立。早川喜四郎が牧師に就任。
1938年（昭和13年）、平安幼稚園の園長に院長兼任で就任。

## その他
日本聖公会京都地方部故ウィリアムス監督記念実行委員事務所
1914年（大正3年）11月にチャニング・ウィリアムズ（立教大学創設者）の伝記『老監督ウィリアムス』（元田作之進著）が京都地方部故ウィリアムス監督記念実行委員事務所から発行された際、事務所は大阪市東区南新町2丁目の早川喜四郎宅に置かれた。